# Dominique Gaultier
Pour les articles homonymes, voir Gaultier.
Dominique Gaultier est un militant politique et éditeur français né en 1953. Il est notamment connu pour avoir créé et dirigé les éditions du Dilettante à partir de 1984.

## Biographie
Né le 16 mars 1953, Dominique Gaultier est le fils d'un sellier devenu employé d'usine et d’une concierge. Il grandit dans le 13e arrondissement de Paris,. Il fait des études de comptabilité et prend part aux manifestations de Mai 68, avant d'adhérer au groupe Jules-Vallès de l'Organisation révolutionnaire anarchiste à l'automne suivant, dont il deviendra le trésorier. Il vend alors dans son quartier les journaux militants L'Insurgé puis Front libertaire. 
Entre 1973 et 1975, il devient permanent salarié de l'ORA. Il développe notamment une imprimerie et une librairie, première incursion pour lui dans le monde professionnel du livre. Alors en couple avec une militante, Anne-Marie Adda, il dirige le mensuel « contestataire » Le Canard du 13 entre 1972 et 1982.
En 1975, alors « fauché », il reprend la librairie La Commune de la Butte-aux-Cailles sise alors rue Barrault, qui constitue selon Le Monde le « QG des trotskistes, maoïstes, libertaires et gauchistes de tous poils ». L’année suivante, il quitte l’OCL et fonde les éditions Le Tout sur le tout, devenues en 1984 Le Dilettante, ainsi que la librairie qui lui est adossée. Il tient également une succursale à Montolieu. Enfin, il anime quelques années la revue Grandes largeurs qui propose des textes courts. Il aime à se définir ironiquement comme « despote éclairé ».
À l’âge de 56 ans, en 2011, il effectue un voyage en Corée du Nord avec Jean-Luc Coatalem, dont ce dernier tire ses Nouilles froides à Pyongyang.

## Sources
- Martine Laval, « Le Dilettante : Dominique Gaultier et José Benhamou, de bons petits diables », Télérama, no 2361,‎ 12 avril 1995, p. 48.
- Émilie Grangeray, « Un défricheur dilettante », Le Monde,‎ 3 septembre 1999 (lire en ligne).
- « Dominique Gaultier, le parfait dilettante », Le Monde,‎ 18 avril 2014 (lire en ligne).
- Olivier Bailly, « Toujours le mot pour lire », Le 13 du mois, no 54,‎ septembre 2015 (lire en ligne).
- Rolf Dupuy, « Gaultier, Dominique », dans Dictionnaire international des militants anarchistes, 4 août 2023 (lire en ligne).